# Al-Barsza (Egipt)
Al-Barsza – miejscowość w Egipcie, w muhafazie Al-Minja. W 2006 roku liczyła 26 180 mieszkańców.